# Marion Barry

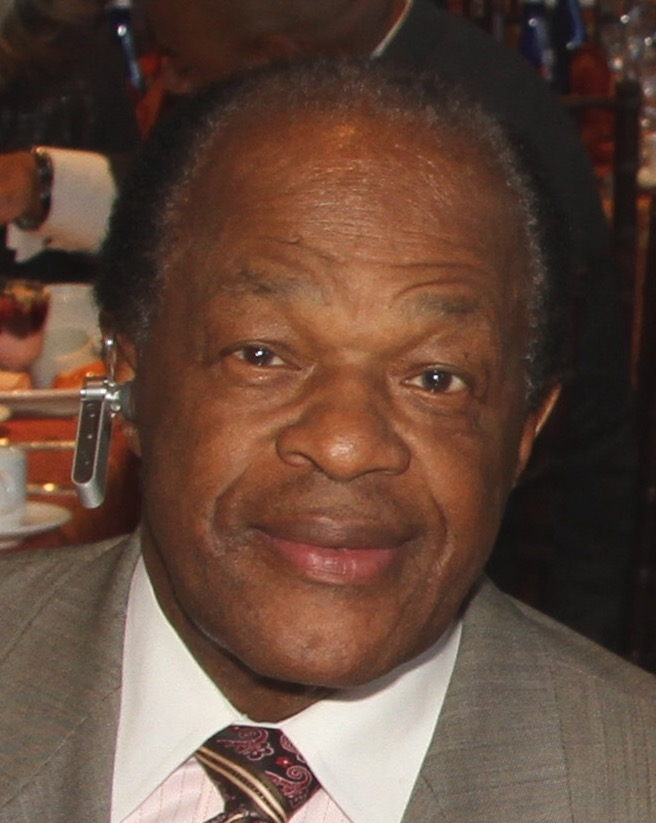
Marion Barry (2007)

Marion Shepilov Barry, Jr. (* 6. März 1936 in Itta Bena, Leflore County, Mississippi; † 23. November 2014 in Washington, D.C.), war ein US-amerikanischer Politiker (Demokratische Partei). Er war von 1979 bis 1991 sowie von 1995 bis 1999 Bürgermeister von Washington, D.C.

## Leben und Laufbahn
Barry wurde als drittes von zehn Kindern geboren. Er wuchs in Memphis, Tennessee auf. Nach der High School ging er auf das LeMoyne College. Als politischer Aktivist der Bürgerrechtsbewegung bekam er den Spitznamen Shep nach dem sowjetischen Politiker Dmitri Schepilow. Er ließ Shepilov später offiziell als zweiten Vornamen eintragen. 1960 erwarb Barry den Master of Science in Organischer Chemie an der Fisk University und begann anschließend an der University of Tennessee in Knoxville ein Promotionsstudium, das er nicht abschloss. 1965 zog Barry nach Washington, wo er politisch bei der Organisation von friedlichen Demonstrationen aktiv war und den örtlichen Zweig des Student Nonviolent Coordinating Committee (SNCC) gründete.
Barry politische Karriere begann 1972 als Mitglied der Schulbehörde. Nach Einrichtung der Washingtoner Selbstverwaltung 1974 wurde er Sondermitglied von Washingtons erstem Stadtrat. Während dieser Zeit wurde er Vorsitzender des Finanz- und Steuerausschusses.
Am 9. März 1977 wurde er von radikalen Hanafiten bei einem Überfall auf das District Building angeschossen und zwei Tage als Geisel gehalten. Die Lage wurde schließlich durch das FBI und einen muslimischen Vermittler entschärft. 
Seine Biografie als Aktivist, Mitglied des Stadtrates und Held eines Geiseldramas halfen ihm, die Wahl zum Bürgermeister mit überwältigender Mehrheit zu gewinnen. Barry war von 1979 bis 1991 der zweite Bürgermeister von Washington.
Im Januar 1990 filmte ihn das FBI in einem Hotel beim Crack-Rauchen, woraufhin er zu sechs Monaten Gefängnis verurteilt wurde. Dies führte dazu, dass er nicht an den Bürgermeisterwahlen teilnahm und so Sharon Pratt Kelly neue Bürgermeisterin wurde. 1992 wurde er zum Stadtrat und im November 1994 schließlich wieder zum Bürgermeister gewählt. Später wurde Barry Mitglied des Stadtrats (Council of the District of Columbia) und vertrat dort den Bezirk 8, der Anacostia, die Congress Heights und die Washington Highlands umfasst.
Im Jahr 2005 wurde eine Untersuchung wegen Steuerhinterziehung gegen ihn eingeleitet. Beim obligatorischen Drogentest vor der Aussage wurde ihm der Gebrauch von Kokain und Marihuana nachgewiesen und er zu drei Jahren auf Bewährung verurteilt.
Barry geriet erneut in die Schlagzeilen, als er am 10. September 2006 von der Polizei wegen verschiedener Vergehen gegen die Straßenverkehrsordnung festgenommen wurde. Ihm wurde Fahren unter Alkoholeinfluss, das Führen eines nicht registrierten Fahrzeugs und der Missbrauch von Nummernschildern vorgeworfen. Er wurde vom Vorwurf des Fahrens unter Alkoholeinfluss am 13. Juni 2007 freigesprochen.
2012 geriet Barry in die Schlagzeilen, als er asiatische bzw. asiatischstämmige Geschäftsleute kollektiv rassistisch beleidigte. Bei seiner offiziell vorgebrachten Entschuldigung beleidigte er dann Polen bzw. Polnischstämmige, indem er das Schimpfwort Pollacken benutzte.
Er starb am 23. November 2014 in einem Krankenhaus in Washington.